# Качер (Ужице)
Качер је насеље у Србији у општини Ужице у Златиборском округу. Према попису из 2022. било је 452 становника. Централни део насеља око пута Ужице-Бистрица се назива Бела Земља.

## Демографија
У насељу Качер живи 420 пунолетних становника, а просечна старост становништва износи 42,8 година (40,8 код мушкараца и 44,6 код жена). У насељу има 161 домаћинство, а просечан број чланова по домаћинству је 3,15.
Ово насеље је великим делом насељено Србима (према попису из 2002. године).
|  |

| Демографија | Демографија | Демографија |
| Година      | Становника  | Становника  |
| ----------- | ----------- | ----------- |
| 1948.       | 841         |             |
| 1953.       | 817         |             |
| 1961.       | 769         |             |
| 1971.       | 642         |             |
| 1981.       | 576         |             |
| 1991.       | 481         | 479         |
| 2002.       | 507         | 507         |

| Етнички састав према попису из 2002.‍ | Етнички састав према попису из 2002.‍ | Етнички састав према попису из 2002.‍ | Етнички састав према попису из 2002.‍ | Етнички састав према попису из 2002.‍ |
| ------------------------------------ | ------------------------------------ | ------------------------------------ | ------------------------------------ | ------------------------------------ |
|                                      |                                      |                                      |                                      |                                      |
| Срби                                 | Срби                                 |                                      | 505                                  | 99,60%                               |
| Црногорци                            | Црногорци                            |                                      | 1                                    | 0,19%                                |
| Словенци                             | Словенци                             |                                      | 1                                    | 0,19%                                |
| непознато                            | непознато                            |                                      | 0                                    | 0,0%                                 |

| Година пописа     | 1948. | 1953. | 1961. | 1971. | 1981. | 1991. | 2002. |
| ----------------- | ----- | ----- | ----- | ----- | ----- | ----- | ----- |
| Број домаћинстава | 138   | 136   | 150   | 143   | 140   | 129   | 161   |

| Број чланова      | 1  | 2  | 3  | 4  | 5  | 6 | 7 | 8 | 9 | 10 и више | Просек |
| ----------------- | -- | -- | -- | -- | -- | - | - | - | - | --------- | ------ |
| Број домаћинстава | 28 | 43 | 21 | 37 | 18 | 8 | 4 | 2 | 0 | 0         | 3,15   |

| Пол    | Укупно | Неожењен/Неудата | Ожењен/Удата | Удовац/Удовица | Разведен/Разведена | Непознато |
| ------ | ------ | ---------------- | ------------ | -------------- | ------------------ | --------- |
| Мушки  | 211    | 59               | 138          | 6              | 7                  | 1         |
| Женски | 222    | 33               | 137          | 47             | 4                  | 1         |
| УКУПНО | 433    | 92               | 275          | 53             | 11                 | 2         |

| Пол    | Укупно                    | Пољопривреда, лов и шумарство | Рибарство                            | Вађење руде и камена | Прерађивачка индустрија       |
| ------ | ------------------------- | ----------------------------- | ------------------------------------ | -------------------- | ----------------------------- |
| Мушки  | 121                       | 42                            | 0                                    | 0                    | 43                            |
| Женски | 47                        | 24                            | 0                                    | 0                    | 5                             |
| УКУПНО | 168                       | 66                            | 0                                    | 0                    | 48                            |
| Пол    | Производња и снабдевање   | Грађевинарство                | Трговина                             | Хотели и ресторани   | Саобраћај, складиштење и везе |
| Мушки  | 2                         | 8                             | 7                                    | 0                    | 6                             |
| Женски | 0                         | 0                             | 7                                    | 1                    | 0                             |
| УКУПНО | 2                         | 8                             | 14                                   | 1                    | 6                             |
| Пол    | Финансијско посредовање   | Некретнине                    | Државна управа и одбрана             | Образовање           | Здравствени и социјални рад   |
| Мушки  | 0                         | 4                             | 4                                    | 0                    | 3                             |
| Женски | 0                         | 0                             | 2                                    | 3                    | 5                             |
| УКУПНО | 0                         | 4                             | 6                                    | 3                    | 8                             |
| Пол    | Остале услужне активности | Приватна домаћинства          | Екстериторијалне организације и тела | Непознато            | Непознато                     |
| Мушки  | 1                         | 0                             | 0                                    | 1                    | 1                             |
| Женски | 0                         | 0                             | 0                                    | 0                    | 0                             |
| УКУПНО | 1                         | 0                             | 0                                    | 1                    | 1                             |